# Mỏ than Hồ Tsaidam
Mỏ than Hồ Tsaidam (tiếng Mông Cổ: Цайдам нуур) là một mỏ than được phát triển ở sum Bayan, tỉnh Töv, miền trung Mông Cổ.
Mỏ này có trữ lượng than lên tới 6,8 tỷ tấn than nâu.